# Koroljov
Koroljov (russisk: Королёв, tr. Koroljov; indtil 8. juli 1996 Калининград, dansk: Kaliningrad) er en by i Moskva oblast i Volgas føderale distrikt i Den Russiske Føderation. Koroljov er administrativt center i Koroljov bymæssige okrug, og med sine 226.007(2024) indbyggere, den fjerde folkerigeste by i oblasten, efter Balasjikha (450.771), Podolsk (293.765) og Khimki (239.967).

## Geografi
Byen ligger nordøst for Moskva, 23 km fra centrum og 6-7 km fra MKAD ved den ottesporede Jaroslaskaja.
Jaroslaskaja er Korolevs vestlige grænse. Fra syd til by er der nationalparken "Losiny Ostrov" , og fra nord og østlige landsbyer. Kljazmafloden, samt mange mindre floder, løber igennem byen. Skovområderne i byen har et areal på 3.800 ha, og inden for byen er "Jauza-vådområdet". Bydelens areal er 55,47 km².